# Jagelonci
Jagelonska dinastija ali preprosto Jagelonci (poljsko Jagiellonowie, litovsko Jogailaičių dinastija) so bili vladarska dinastija. Ustanovil jo je litovski veliki knez Jogaila, ki je bil leta 1386 krščen, se poročil s poljsko kraljico Jadvigo in bil kronan kot poljski kralj Vladislav II. Jagiełło. Dinastija je od 14. do 16. stoletja vladala v več srednjeevropskih državah. Družinski člani so bili kralji Poljske (1386–1572), litovski veliki vojvode  (1377–1392 in 1440–1572), kralji Ogrske (1440–1444 in 1490–1526) in kralji Češke in volilni knezi (1471–1526). Dinastija je bila mlajša veja Gediminovičev.
Z Lublinsko unijo, sklenjeno leta 1569, je bila ustanovljena personalna unija Kraljevine Poljske in Velike litovske kneževine, imenovana Republika obeh narodov, v kateri so vladali Jagelonci. Eden od njih je od leta 1440 do 1444 vladal hkrati Poljski in Ogrski, dva pa Češki in Ogrski (1490–1526). V slednjih so za njima vladali Habsburžani.
Obdobje vladavin zadnjih dveh jagelonskih kraljev Sigismunda I. in Sigismunda II., ali bolj splošno 16. stoletje, se šteje za poljsko zlato dobo z vzponom poljske renesanse. Kulturni razcvet je imel svojo materialno osnovo v blaginji elit, tako zemljiškega plemstva kot mestnega patricijata v velikih središčih, predvsem v Krakovu in Gdansku.

## Ime
Dinastija je dobila ime po njenem ustanovitelju Jogaili. Njegovo ime pomeni "močni jezdec" in je sestavljeno iz litovskih besed joti (jezditi) in gailus (močan, krepak).

## Preddinastično ozadje
Vladavina jagelonskih neposrednih predhodnikov Pjastov (vladali od okoli 962 do 1370) se je končala s smrtjo kralja Kazimirja III. Velikekga. Neposredni predniki Jageloncev so bili veliki litovski knezi Gediminoviči. Njihova kneževina je bila naseljena z Litovci in Rusini.
Jogaila je sprva vladal kot veliki litovski knez. Po sklenitvi Krevske unije leta 1385 se je pokristjanil in poročil z enajstletno kraljico Jadvigo Poljsko, hčerko ogrskega kralja Ludvika I. Luksemburškega iz Anžujske dinastije. Jogaila je kot njen sovladar postal iure uxoris poljski kralj in ustanovitelj dinastije. Anžujci so bili druga, Jagelonci pa tretja dinastija poljskih kraljev.

## Kraljevina Poljska

### Jogaila in Vladislav III.

#### Poljsko-litovska unija
Leta 1385 je bila med kraljico Jadvigo Poljsko in Jogailo, velikim litovskim vojvodom, sklenjena Krevska unija, ki je določala, da se bo Jogaila krstil in se poročil z Jadvigo, Litva in Poljska pa se bosta združili v eno državo. Unija naj bi okrepila oba naroda v skupnem boju proti Tevtonskemu in Livonskemu viteškemu redu in vse večji grožnji Moskovske velike kneževine. Unija je bila edinstvena v Evropi, ker je povezovala državi na nasprotnih straneh civilizacijske ločnice med zahodnim katoliškim ter vzhodnim pravoslavnim svetom.
Namen Krevske unije je bil ustvariti skupno državo pod vodstvom Vladislava II. Jagiela, vendar se je zamisel poljske vladajoče oligarhije o vključitvi Litve v Poljsko izkazala za nerealno, ker bi med Poljsko in Litvo ali litovskimi frakcijami prišlo do ozemeljskih sporov in vojskovanja. Litovci so včasih celo ugotovili, da je smiselno sklepati zavezništvo s tevtonskimi vitezi proti Poljakom. Dinastična unija pod jagelonskimi kralji je poljske ozemeljske apetite usmerila proti vzhodu. Politični vpliv jagelonskih kraljev se je v tem obdobju zmanjšal, kar je spremljala vedno večja vloga zemljiškega plemstva v centralni vladi in notranjih zadevah, država kot taka pa se je stabilizirala. Jagelonsko obdobje poljske zgodovine se pogosto obravnava kot obdobje največje politične moči, velikega razcveta, v poznejši fazi pa zlata doba poljske kulture.

#### Vojna s tevtonskimi vitezi
Poljsko-litovsko-tevtonska vojna 1409–1411, ki se je začela z litovsko vstajo proti tevtonskemu redu v Samogitiji, je vključevala bitko pri Grunwaldu (Tannenberg) leta 1410, kjer sta poljska in litovsko-ruska vojska popolnoma premagali tevtonske viteze. Ofenziva, ki je sledila, je izgubila svojo ostrino z neučinkovitim obleganjem Malborka (Marienburg). Neuspeh, da bi zavzeli trdnjavo in uničili tevtonsko (pozneje prusko) državo, je imelo za Poljsko strašne zgodovinske posledice v 18., 19. in 20. stoletju. Drugi torunjski mir, sklenjen leta 1411, je dal Poljski in Litvi precej skromne ozemeljske prilagoditve, vključno z Žemitijo. Sledila so pogajanja in mirovni dogovori, ki se niso obnesli, več vojaških pohodov in arbitraž. Poskus nerešene arbitraže se je zgodil na Konstanškem koncilu (1414-1418).

#### Poljsko-ogrska unija
Med husitskimi vojnami (1420–1434) so bili Jogaila, Vitautas in Sigismund Korbut vpleteni v politične in vojške manipulacije, povezane s češko krono. Husiti so leta 1420 krono najprej ponudili Jogaili. Največji nasprotnik združitve s husitsko češko državo je bil škof Zbigniew Oleśnicki.
Jagelonska dinastija ni bila upravičena do dednega nasledstva poljske krone, saj je moral biti vsak nov kralj odobren s plemiškim konsenzom. Vladislav II. Jagelo je imel v poznih letih dva sinova s svojo zadnjo ženo Zofijo Halšansko. Plemstvo je leta 1430 privolilo v nasledstvo bodočega Vladislava III., vendar šele potem, ko je kralj popustil in zagotovil izpolnitev njihovih novih zahtev. Leta 1434 je Vladislev II. umrl. Za njegovega naslednika je bil kronan njegov mladoletni sin kot Vladislav III. Regentstvo je prevzel regentski svet pod vodstvom škofa Oleśnickega. Leta 1438 je češka protihabsburška opozicija, predvsem njene husitske frakcije, ponudila češko krono Kazimirju IV., mlajšemu sinu Vladislava II. Ideja, ki je bila na Poljskem sprejeta kljub nasprotovanja škofa Oleśnickega, je povzročila dve neuspešni poljski vojaški odpravi na Češko.
Po smrti velikega kneza Vitautasa leta 1430 se je Litva zapletla v notranje vojne in spopade s Poljsko. Mladoletnega Kazimirja IV., ki ga je Vladislav III. leta 1440 tja poslal kot svojega delegata, so Litovci presenetljivo razglasili za svojega velikega kneza in fant je ostal v Litvi.
Oleśnicki je ponovno pridobil nekaj prednosti in sledil svojemu dolgoročnemu cilju združitve Poljske z Ogrsko. Osmansko cesarstvo je takrat začelo nov krog evropskih osvajanj in ogrozilo Ogrsko, ki je potrebovala močnega poljsko-litovskega zaveznika. Leta 1440 je ogrski prestol prevzel poljski kralj Vladislav III. Mladi kralj je pod vplivom kardinala Juliana Cesarinija sprožil ogrsko vojno proti Osmanom leta 1443 in ponovno leta 1444. Cesarini in Vladislav III. sta bila ubita v bitki pri Varni leta 1444. Proti koncu Vladislavove vladavine je Poljsko praktično vodila magnatska oligarhija pod vodstvom Oleśnickega. Vladavini dostojanstvenikov je aktivno nasprotoval del plemstva. Njihov vodja Spytek iz Melsztyna je bil ubit med oboroženim spopadom leta 1439, kar je Oleśnickemu omogočilo, da je Poljsko očistil od preostalih husitskih simpatizerjev in brez omembe vrednega nasprotovanja sledil svojim ciljem.

### Kazimir IV. Jagelo
Po smrti Vladislava III. je poljsko plemstvo pozvalo njegovega brata, velikega litovskega kneza Kazimirja, da prevzame izpraznjeni poljski prestol. Kazimir je bil trd pogajalec in ni sprejel pogojev poljskega plemstva za svojo izvolitev. Bil je slabo izobražen. Nikoli ga niso učili latinščine in ni bil usposobljen za vladarske dolžnosti, čeprav je bil edini brat zakonitega suverena. Pogosto se je zanašal na svoj instinkt in imel malo političnega znanja, a se je kljub temu zelo zanimal za diplomacijo in gospodarske zadeve v državi. V mladosti je bil njegov mentor in učitelj ves čas škof Zbigniew Oleśnicki. Škof je bil do njega zadržan, ker je bil prepričan, da bo neuspešen monarh.
Zaradi nenadne smrti Sigismunda Kęstutaitisa je položaj litovskega velikega vojvode ostal prazen. Trakajski vojvoda Jonas Goštautas in drugi litovski magnati so podprli Kazimirja kot kandidata za njegovega naslednika, velik del poljskega plemstva pa je pričakoval, da bo trinajstletni deček postal podregent poljskega kralja v Litvi. Kazimirja so litovski magnati povabili v Litvo, in ko je leta 1440 prispel v Vilno, ga je svet gospode 29. junija 1440 razglasil za velikega vojvodo Litve. Po triletnem medvladju po smrti kralja Vladislava III., ubitega v bitki pri Varni leta 1444, je bil Kazimir 25. junija 1447 kronan za poljskega kralja. Leta 1454 se je poročil z Elizabeto Avstrijsko, hčerko pokojnega cesarja Alberta II. Habsburškega in Elizabete Češke. Cesar Svetega rimskega cesarstva je postal ženin daljni sorodnik Friderik Habsburški, ki je do Kazimirjeve smrti vladal kot  Friderik III. Jagelonci so s poroko okrepili vezi z vladarji Ogrske in Češke in hkrati zaradi notranjih sporov med Habsburžani dobili nasprotnika v cesarju Frideriku III. Kazimir se je po prevzemu oblasti na Poljskem osvobodil nadzora litovske oligarhije. V Vilenskem prvilegiju iz leta 1447 je razglasil, da ima litovsko plemstvo enake pravice kot poljska šlahta. Sčasoma je uspel odstraniti z oblasti kardinala Oleśnickega in njegovo kliko in svojo moč utemeljil na mlajšem srednjem plemstvu. V svojo korist je rešil tudi spor s papežem in krajevno cerkveno hierarhijo glede pravice do zasedbe prostih škofovskih mest.

#### Trinajstletna vojna (1454–1466)
Leta 1447 je Pruska konfederacija zaprosila Kazmirja za pomoč proti Tevtonskemu redu. Kralj je pomoč obljubil in separatistične pruske regije razglasil za protektorat poljskega kraljestva. Ko pa so se uporniška mesta uprla Tevtonskemu redu, se je začela trinajstletna vojna (1454–1466). Kazimir in Pruska konfederacija sta premagala Tevtonski red in zasedla njegovo prestolnico Marienburgu (grad Malbork). S sklenitvijo Drugega torunjskega miru leta 1466 je Tevtonski red priznal poljsko suverenost nad zahodnimi pruskimi pokrajinami, Kraljevo Prusijo in preostalimi ozemlji Tevtonskeg reda. Država Tevtonskega reda je postala vovodina. Poljska je ponovno pridobila Pomerelijo in z njo pomemben dostop do Baltskega morja ter Varmijo. Vojskovanje se je s kopnega preselilo tudi na morje, kjer so se ladje Danziga (Gdańsk) uspešno borile proti danski in tevtonski floti. Drugi poljske ozemeljski pridobitvi ali bolje rečeno povrnitvi v 15. stoletju, sta bili vojvodina Oświęcim in vojvodina Zator na meji Šlezije z Malopoljsko, opazen napredek pa je bil dosežen tudi pri vključevanju pjastovskih mazovskih vojvodin pod poljsko krono.

#### Turške in tatarske vojne
Vpliv Jagelonske dinastije v Srednji Evropi je začel rasti. Leta 1471 je Kazimirjev sin Vladislav postal kralj Češke, leta 1490 pa še Ogrske. 
Južna in vzhodna obrobja Poljske in Litve so od poznega 15. stoletja ogrožali turški vpadi. Moldavsko sodelovanje s Poljsko se je začelo leta 1387, ko se je Petru I. Moldavski, ki je iskal zaščito pred Madžari, v Lvovu poklonil Vladislavu II., kar je Poljski omogočilo dostop do črnomorskih pristanišč. Leta 1485 se je Kazimir IV. lotil ekspedicije v Moldavijo, potem ko so njena morska pristanišča zasedli Turki. Krimski Tatari pod turškim oblastj so v letih 1482 in 1487 napadali vzhodna poljska ozemlja, dokler se jim ni zoperstavil Kazimirjev sin in naslednik Ivan I. Albert (Jan Olbracht). V letih  1487–1491 so Poljsko napadali ostanki Zlate horde. Prodrli so do Lublina, potem pa jih je v bitki pri Zaslavju premagal Ivan I. Kralj je leta 1497 poskušal z vojsko rešiti turški problem, vendar so bila njegova prizadevanja neuspešna, ker ni dobil dovolj podpore od bratov LadisLava II., kralja Češke in Ogrske, in velikega litovskega kneza  Aleksandra ter odpora moldavskega kneza Štefana Velikega. V letih 1498, 1499 in 1500 je bilo več uničujočih tatarskih napadov, ki jih je spodbudilo Osmansko cesarstvo. Diplomatska mirovna prizadevanja Ivana I., ki so sledila, so bila zaključena po kraljevi smrti leta 1503. Rezultat pogajanj je bil ozemeljski kompromis in krhko premirje.

### Sigismund I. Stari in Sigismund II. Avgust
Litovski veliki knez Aleksander je bil po smrti kralja Ivana I. leta 1501 izvoljen za poljskega kralja. Leta 1506 ga je na Poljskem in v Litvi nasledil Sigismund I. Stari, kar je zbližalo obe državi. Sigismund je bil pred tem vojvoda Šlezije, podrejen svojemu bratu, češkemu kralju Ladislavu I. Tako kot drugi Jageloni pred njim, ni upošteval zahtev poljske krone po Šleziji. 
Po smrti kralja Aleksandra I. je Sigismund odšel v Vilno, kjer ga je litovski svet vojvod 13. septembra 1506 izvolil za velikega kneza. 8. decembra 1506 ga je Poljski sejm v Piotrkówu izvolil za poljskega kralja. 20. januarja 1507 je prišel v Krakov in bil štiri dni kasneje kronan v Vavelski stolnici. Leta 1518 se je poročil z Bono Sforzo d'Aragona, mlado bistroumno italijansko kneginjo. Bonin vpliv na kralja in magnate, napori za utrditev kraljevega političnega položaja, finančno stanje v državi in predvsem njeni ukrepi za izboljšanje osebnih in dinastičnih interesov, vključno z vsiljeno izvolitvijo mladoletnega Sigismunda Avgusta leta 1529 in njegovo kronanje leta 1530, so povečali nezadovoljstvo aktivistov šlahte.

#### Kurje vojna (1537)
Kurja vojna leta 1537 je bil upor poljskega plemstva proti kralju in njegovemu absolutizmu. Posmehljivo ime so skovali magnati, ki so večinoma podpirali kralja in trdili, da je bil edini učinek "vojne" skoraj popolno izumrtje piščancev in kokoši, ker so jih pojedli plemiči, zbrani med uporom v Lvovu v Malopoljski. Plemstvo se je zbralo v bližini mesta, kjer se je zbrala množica ljudi za pohod proti Moldaviji. Pol legalen upor je sprožilo nižje in srednje plemstvo, da bi kralj opustil svoje tvegane reforme. Plemiči so kralju postavili 36 zahtev, med katerimi so bile najpomembnejše: prenehanje pridobivanja zemlje s strani kraljice Bone, oprostitev plemstva plačevanja desetine, čiščenje zakladnice in ne njene širitve, potrditev in razširitev privilegijev plemstva, dvig taks ali oprostitev plemstva od njihovega plačevanja, sprejetje zakona o nezdružljivosti določenih funkcij v isti osebi, uvedbe zakona, da je na najpomembnejših položajih v krajevnih uradih lahko samo domače plemstvo, in ustanovitev telesa stalnih kraljevih svetovalcev. Protestniki so kritizirali vlogo kraljice Bone, ki so ji očitali zgrešeno izobraževanje mladega princa Sigismunda Avgusta, bodočega kralja Sigismunda II. Avgusta, pa tudi, da si prizadeva povečati svojo moč in vpliv v državi.

#### Sigismund II. Avgust
Sigismund je že na začetku svojega vladanja naletel na odpor domačega plemstva, ki je že začelo krčiti moč velikih družin. Navidezni vzrok za sovraštvo plemstva do kralja je bila njegova druga poroka z litovsko kalvinistko Barbaro Radziwiłł, hčerko hetmana Jerzyja Radziwiłła, sklenjena na skrivaj pred njegovim prihodom na prestol. Tajni poroki sta odločno nasprotovala njegova mati Bona in kronski magnati. Sigismund, ki je prevzel oblast po očetovi smrti leta 1548, je premagal odpor plemstva in dal leta 1550 kronati Barbaro za poljsko kraljico. Barbara je nekaj mesecev pozneje umrla. Bona, odtujena od sina, se je leta 1556 vrnila v Italijo, kjer je kmalu zatem umrla.
Sigismund II. je bil precej vztrajen in potrpežljiv vladar, kar je bilo, kot kaže, značilno za vse Jagelone. K tema lastnosta je dodal še spretnost in diplomatsko uglajenost. Zdi se, da noben drug poljski kralj ni tako temeljito razumel narave poljskega sejma. O skrbnosti, s katero je vladal svojemu narodu, pričajo tako avstrijski veleposlaniki kot papeški legati. Od sejma mu je uspelo iztržiti več denarja kot očetu. Na eni od sej sejma je osvojil srca delegatov tako, da se je pred njimi nepričakovano pojavil v preprostem sivem plašču mazovskega gospoda. Tako kot njegov oče, ki je bil po prepričanju pro-Avstrijec, se je tudi on trudil, da bi to prepričanje prenesel na narod, pogosto nezaupljiv do Nemcev. Izogibal se je tudi resnim zapletom z močnim Osmanskim cesarstvom.
Sigismund II. je bil dvajset let posrednik med katoliško cerkvijo in protestanti. Njegov najbolj presenetljiv dosežek je bila morda  Lublinska unija, ki je združila Poljsko in Litvo v poljsko-litovsko Republiko obeh narodov. V državo so bili vključeni tudi nemško govoreča Kraljeva Prusija in pruska mesta. Ta dosežek bi bil brez Sigismunda morda nemogoč.

#### Zlata doba poljske kulture
Zlata doba poljske kulture je obdobje vladavin Sigismunda I. in Sigismunda II., zadnjih dveh jagelonskih kraljev, ali bolj splošno 16. stoletje, v katerem se je zgodil vzpon poljske renesanse. Kulturni razcvet je imel svojo materialno osnovo v blaginji elit, tako zemljiškega plemstva kot mestne gospode v središčih, kot sta Krakov in Gdansk. Tako kot pri drugih evropskih narodih je renesančni navdih najprej prišel iz Italije. Proces je do neke mere pospešila poroka Sigismunda I. z Bono Sforzo. Številni Poljaki so odpotovali v Italijo študirat in spoznavat njeno kulturo. Ker je posnemanje italijanskega sloga postalo zelo trendovsko, so na Poljsko prihajali številni italijanski umetniki in misleci. Nekateri so se tam naselili in delali več let. Generacija, ki je sledila, je dajala večji poudarek razvoju domačih elementov in zaradi svoje družbene raznolikosti pospešila proces nacionalne integracije. Krakovska akademija in Sigismund II. sta imela bogati knjižnici, manjše zbirke pa so bile vse pogostejše na plemiških dvorih, šolah in gospodinjstvih meščanov. Stopnja nepismenosti je padala, saj je do konca 16. stoletja skoraj vsaka župnija imela šolo.

### Jagelonci in Habsburžani
Leta 1515 je bil na kongresu na Dunaju sklenjen dogovor med svetim rimskim cesarjem Maksimilijanom I. in bratoma Vladislavom II. Češkim in Ogrskim ter Sigismundom I. Poljskim in Litovskim o dinastičnem nasledstvu. S tem dogovorom naj bi prenehala cesarska podpora poljskim sovražnikom Tevtonskemu redu in ruskim državam, vendar so se po izvolitvi Maksimilijanovega naslednika Karla V. leta 1519 odnosi s Sigismundom I. ponovno poslabšali.
Rivalstvo Jageloncev in Habsburžanov v srednji Evropi je bilo nazadnje rešeno v korist Habsburžanov. Odločilni dejavnik, ki je načel ali oslabil monarhije zadnjih Jageloncev, je bila ekspanzija Osmanskega cesarstva v sednjo Evropo. Ranljivost Ogrske se je močno povečala, ko je Sulejman Veličastni leta 1521 zavzel beograjsko trdnjavo. Da bi preprečil poljsko vojaško podporo Ogrski, je Sulejman leta 1524 izvedel tatarsko-turški napad na jugovzhodno Poljsko-Litvo. Ogrska vojska je bila poražena leta 1526 v bitki pri Mohaču, v kateri je bil ubit tudi mladi Ludvik II. Jagelo, sin Vladislava II. Ogrska je bila kasneje po obdobju notranjih spopadov in zunanjega posredovanja razdeljena med Habsburžane in Osmane.

## Ogrsko in Češko kraljestvo

### Vladislav II. Ogrski

#### Kralj Češke
Vladislav je bil rojen 1. marca 1456 kot najstarejši sin poljskega kralja in litovskega velikega kneza Kazimirja IV. in Elizabete Avstrijske, hčerke nemškega, ogrskega in češkega kralja Alberta II.
Za kralja Češke ga je predlagala vdova njegovega predhodnika Jurija Podjebradskega. Kronan je bil 22. avgusta 1471. Obdobje po smrti Jurija Podjebradskega je bilo obdobje spopadov za češki prestol (1468–1478), katerim se Vladislav ni mogel zoperstaviti. Ob prihodu v Prago je bil star komaj petnajst let, zato so v njegovem imenu v veliki meri vladali njegovi svetovalci. Spopadi za nasledstvo so se končali leta 1479 z Olomuškim mirom, ki je Vladislavu in Matiji Korvinu omogočil uporabo naslova "kralj Češke". Vladislav naj bi vladal na samem Češkem, medtem ko je Matija dobil Moravsko, Šlezijo in obe Lužici. Dogovor je določal tudi to, da bo v primeru Matijeve smrti Vladislav plačal 400.000 goldinarjev za vse češke dežele. Plačilo ni bilo izvedeno, ker je Vladislav po Matijevi smrti postal ogrski kralj.

#### Kralj Ogrske
Ko je Matija Korvin leta 1490 umrl brez naslednika, je v Ogrski zavladal velik kaos. Njegovega nezakonskega sina Ivana Korvina ogrsko plemstvo ni priznalo. Prisililo ga je k odstopu in na Ogrsko povabilo Vladislava, ker je bila njegova mati sestra dolgo pred tem odstavljenega kralja Vladislava in vnukinja kralja Sigismunda. Vladislav je bil za ogrskega kralja kronan 18. septembra 1490.
Po kronanju se je takoj preselil na Ogrsko in tam živel do smrti. Dvor je preselil na Budimski grad, kjer so bili rojeni tudi vsi njegovi otroci. V njegovem imenu je vladalo ogrsko plemstvo in v njegovem imenu sprejemalo številne pomembne odločitve. Njegova vloga monarha se je kmalu spremenila. Štefan Zápolja, nadškof Tamás Bakócz in Jurij Szatmári so se še naprej ukvarjali z vojnimi načrti proti Osmanskemu cesarstvu in skušali ohraniti kraljestvo, ki je po Matijevi smrti padlo v hudo gospodarsko krizo. Vladislav je bil vesel človek, a je po smrti tretje žene padel v hudo depresijo in se umaknil skoraj iz vseh uradnih dogajanj. Dobil je vzdevek "Vladislav Dobro", ker je na skoraj vsako prošnjo odgovoril "dobro".

### Ludvik II. Ogrski
Ludvik II. je bil sin Ladislava II. in njegove tretje žene Ane Foix-Candalske. Leta 1515 se je skladno z določili Prvega dunajskega kongresa poročil z Marijo Avstrijsko, vnukinjo cesarja Maksimilijana I. Njegova sestra Ana je bila poročena z nadvojvodom Ferdinandom Avstrijskim, guvernerjem brata Karla V. in kasnejšim cesarjem Ferdinandom I.
Sultan Sulejman I. je po prihodu na osmanski prestol poslal Ludviku II. veleposlanika, da bi pobral letni davek, ki ga je bila Ogrska dolžna plačati. Ludvik je plačilo davka zavrnil, ukazal obglaviti osmanskega veleposlanika in njegovo glavo poslal sultanu. Ludvik je bil prepričan, da mu bodo papeške in druge krščanske države, vključno s svetim rimskim cesarjem Karlom V., pomagale v vojni proti Osmanskemu cesarstvu. 
Dogodek je pospešil padec Ogrskega kraljestva. Osmansko cesarstvo je napovedalo vojno Ogrski. Sulejman je odložil svoj načrt obleganja Rodosa in se odpravil na pohod na Beograd. Ludviku ni uspelo zbrati in uskladiti svojih sil in ni uspel dobiti pomoči drugih evropskih držav, na katero je upal. Osmani so zavzeli Beograd in številne strateške gradove v Srbiji, kar je pomenilo katastrofo za njegovo kraljestvo. Brez strateško pomembnega Beograda in Šabca je bila Ogrska, vključno z Budimom, odprta za nadaljnja turška osvajanja.
Po obleganju Rodosa leta 1526 se je Sulejman opravil na pohod proti Ogrski. Ludvik je naredil taktično napako, ko je s srednjeveško vojsko z nezadostnim strelnim orožjem in zastarelo taktiko poskušal ustaviti osmansko vojsko v bitki na prostem. 29. avgusta 1526 je sam poveljeval svojim silam v katastrofalni bitki pri Mohaču proti Sulejmanu Veličastnemu in osmanski vojski. Krila njegove vojske je vkleščila osmanska konjenica, sredina z ogrsko težko konjenico in pehoto pa je bila odbita in utrpela velike izgube, zlasti zaradi dobro postavljenih osmanskih topov ter dobro oboroženih in izurjenih janičarskih mušketirjev.
Na bojišču je bila uničena skoraj vsa ogrska kraljeva vojska. Med umikom je dvajsetletni kralj utonil v močvirju. Ker Ludvik ni imel zakonitih otrok, je bil za njegovega naslednika v Kraljevini Češki in Ogrski izvoljen Ferdinand Habsburški. Temu je nasprotoval Ivan Zapolja, ki je kot osmanski vazal vladal na ozemlju, ki so ga osvojili Turki.

## Nadaljevanje Jagelonske rodbine
Četudi je zakon Ludvika II. ostal brez otrok, je imel pred poroko verjetno nezakonskega sina z materino nekdanjo družico Angelito Wass. Sinu je bilo ime Ivan  (madžarsko János). V dunajskih virih se to ime pojavlja kot János Wass ali János Lanthos. Prvi priimek je dekliški priimek njegove matere, drugi pa bi se lahko nanašal na njegov poklic. Beseda lanthos pomeni igralec na lutnjo ali  bard. Imel je redne dohodke iz kraljeve blagajne in potomce.

## Litovski veliki knezi
| Portret | Ime                   | Rojen    | Umrl | Vladanje             | Soproga                                                             | Komentar |
| ------- | --------------------- | -------- | ---- | -------------------- | ------------------------------------------------------------------- | --- |
|         | Vladislav II. Jagielo | ok. 1362 | 1434 | 1377–1381, 1382–1434 | Jadviga Poljska, Ana Celjska, Elizabeta Granovska, Zofija Halšanska | Ustanovitelj litovske Jegelonske dinastije, naslednice litovske dinastije Gediminovičev. Od leta 1377 litovski veliki knez. Po krstu leta 1386, poroki z Jadvigo Poljsko in kronanju je postal poljski kralj. Z Jadvigo ni imel nobenega otroka. |
|         | Vladislav III.        | 1424     | 1444 | 1434–1444            | neporočen                                                           | Vrhovni knez (Supremus Dux) Litovske velike kneževine. Najstarejši sin Vladislava II. in Zofije Halšanske. |
|         | Kazimir IV.           | 1427     | 1492 | 1440–1492            | Elizabeta Avstrijska                                                | Od leta 1440 litovski veliki knez. Poljski kralj je postal leta 1447. Bil je mlajši sin Vladislava II. In Zofije Halšanske. |
|         | Aleksander I.         | 1461     | 1506 | 1492–1506            | Helena Moskovska                                                    | Njegov prvi naslov od leta 1492 je bil litovski veliki knez. Poljski kralj je postal leta 1501. |
|         | Sigismund I. Stari    | 1467     | 1548 | 1506–1548            | Barbara Zapolja, Bona Sforza                                        | Skladno s privilegijem, ki ga je podelil ob svojem kronanju za litovskega velikega kneza, ni bil izvoljen samo za velikega kneza ampak tudi za vrhovnega vojvodo (Supremus Dux) Kneževine Litve.                                                 |
|         | Sigismund II. Avgust  | 1520     | 1572 | 1544–1572            | Elizabeta Avstijska, Barbara Radziwiłł, Katarina Avstrijska         | Od leta 1544 litovski veliki knez, za poljskega kralja kronan leta 1548. Prvi vladar poljsko-litovske Republike obeh narodov in zadnji moški monarh iz Jagelonske dinastije.                                                                     |

Jagelonci so bili po smrti Vitautasa Velikega in Sigismund Kęstutaitis, sinov velikega kneza Kęstutisa, glavni dediči naslova litovski veliki knez, saj so bili najmočnejša moška veja dinastije Gediminovičev.

## Kralji Poljske
| Portret | Ime                  | Rojen    | Umrl | Vladanje                           | Soproga                                                            |
| ------- | -------------------- | -------- | ---- | ---------------------------------- | ------------------------------------------------------------------ |
|         | Vladislav II.        | ok. 1362 | 1434 | 1386–1434                          | Jadviga Poljska, Ana Cillijska, Elizabeta Piliška Zofija Halšanska |
|         | Vladislav III.       | 1424     | 1444 | 1434–1444 Poljska 1440–1444 Ogrska | neporočen                                                          |
|         | Kazimir IV.          | 1427     | 1492 | 1447–1492                          | Elizabeta Avstrijska                                               |
|         | Ivan I. Albert       | 1459     | 1501 | 1492–1501                          | neporočen                                                          |
|         | Aleksander I.        | 1461     | 1506 | 1501–1506                          | Helena Moskovska                                                   |
|         | Sigismund I. Stari   | 1467     | 1548 | 1507–1548                          | Barbara Zapolja, Bona Sforza                                       |
|         | Sigismund II. Avgust | 1520     | 1572 | 1530/1548-1572                     | Elizabeta Avstrijska Barbara Radziwiłł, Katarina Avstrijska        |

Po smrti Sigismunda II. Avgusta je dinastija doživela nadaljnje spremembe. Njegovi dedinji sta bili njegovi sestri Ana Jagelo in Katarina Jagelo. Slednja je bila poročena s finskim vojvodom Ivanom, ki je bil leta 1569 kronan za švedskega kralja Ivana III. Njun sin je postal švedski kralj Sigismund III. Vasa. Poljska veja Jgeloncev se je združila z dinastijo Vasa, ki je na Poljskem vladala od leta 1587 da 1668. V tem času je, med drugimi, vladal tudi  Štefan Báthory, soprog in sovladar Ane Jagelo, ki ni imela otrok.

## Kralji Češke, Ogrske in Hrvaške
Jagelonci so v zadnji četrtini 15. in prvi četrtini 16. stoletja vladali tudi v Češkem, Ogrskem in Hrvaškem kraljestvu. Vladislav Jagelo, v zgodovinskih knjigah omenjan kot Vladisla(u)s II., je bil izvoljen in kronan za ogrskega kralja. Svoj dvor je preselil na Ogrsko, od koder je vladal obema državama. Tam so se rodili in odraščali tudi njegovi otroci. S smrtjo Ludvika II. Jagela v bitki pri Mohaču leta 1526 je ta kraljeva linija po moški liniji ugasnila.
| Portret | Ime                           | Rojen | Umrl | Vladanje                                      | Soproga                                                         |
| ------- | ----------------------------- | ----- | ---- | --------------------------------------------- | --------------------------------------------------------------- |
|         | Vladislav II. Češki in Ogrski | 1456  | 1516 | Češka: 1471–1516 Ogrska in Hrvaška: 1490–1516 | Barbara Brandenburška Beatrika Neapeljska Ana of Foix-Candalska |
|         | Ludvik II. Ogrski in Češki    | 1506  | 1526 | Češka, Ogrska in Hrvaška: 1516–1526           | Marija Ogrska                                                   |

## Drugi člani Jagelonske dinastije
| Portret | Ime                 | Rojen | Umrl | Soprog/a                                     | Položaji in naslovi                                                               |
| ------- | ------------------- | ----- | ---- | -------------------------------------------- | --------------------------------------------------------------------------------- |
|         | Hedvika Jagelo      | 1457  | 1502 | Jurij, vojvoda Bavarske                      | vojvodinja-žena Bavarske-Landshuta                                                |
|         | Sveti Kazimir       | 1458  | 1484 | neporočen                                    | svetnik rimokatoliške cerkve, zavetnik poljsko-litovske Republike obeh narodov    |
|         | Zofija Jagelo       | 1464  | 1512 | Friderik I., mejni grof Brandenburg-Ansbacha | mejna grofica-žena Brandenburg-Ansbacha, mejna grofica-žena Brandenburg-Kulmbacha |
|         | Friderik Jagelončik | 1468  | 1503 | neporočen                                    | nadškof Gniezna, škof Krakova, primus Poljske                                     |
|         | Ana Jagelo          | 1476  | 1503 | Bogislav X., vojvoda Pomorjanskega           | vojvodinja-žena Pomorjanskega                                                     |
|         | Barbara Jagelo      | 1478  | 1534 | Jurij, vojvoda Saške                         | vojvodinja-žena Saške, mejna grofica-žena Meissena                                |
|         | Ana Češka in Ogrska | 1503  | 1547 | Ferdinand I. Habsburški                      | cesarica-žena Rimljanov, kraljica-žena Češke in Ogrske                            |
|         | Hedvika Jagelo      | 1513  | 1573 | Joahim II. Hektor, elector Brandenburga      | elektorica-žena Brandenburga                                                      |
|         | Izabela Jagelo      | 1519  | 1559 | Ivan Zapolja                                 | kraljica-žena vzhodne Ogrske                                                      |
|         | Zofija Jagelo       | 1522  | 1575 | Henrik V., vojvoda Brunswick-Lüneburga       | vojvodinja-žena Brunswick-Lüneburga                                               |
|         | Ana Jagelo          | 1523  | 1596 | Štefan Báthory                               | kraljica Poljske, kraljica-žena Poljske                                           |
|         | Katarina Jagelo     | 1526  | 1583 | Ivan III. Švedski                            | kraljica-žena Švedske                                                             |

## Zapuščina
- Jagelonska univerza v Krakovu
- Jagelonska knjižnica na Jagelonski univerzi v Krakovu
- Globus Jagellonicus, ki ga nekateri imajo za najstarejši znani globus, na katerem sta prikazani Ameriki
- Jagelonske tapiserije (zbirka tapiserij)
- Jagiellonia Białystok, nogometni klub v Białystoku
- Jagiellonia Tuszyn, bivši nogometni klub v Tuszynu
- Jagelonski hrast, nanslavnejši hrast v Beloveški pušči
- Jagiellonia, bratovščina, ustanovljena leta 1910 na Dunaju